# Alejo Ramos Padilla
Alejo Ramos Padilla (30 de diciembre de 1975) es un juez federal argentino y Doctor en Derechos Humanos por la Universidad Nacional de Lanús. Desde el año 2021 se desempeña como titular del Juzgado en lo Criminal y Correccional Federal N° 1 de La Plata. Se graduó de abogado en la Facultad de Derecho de la Universidad de Buenos Aires en el año 2000.
Ejerció como juez federal subrogante en Bahía Blanca, hasta su renuncia el 31 de diciembre de 2015 y como titular del Juzgado Federal de Primera Instancia de Dolores desde septiembre del 2011 a febrero de 2021, cuando juró como juez federal de La Plata, en el juzgado con competencia electoral en toda la provincia de Buenos Aires.

## Biografía
Es hijo del juez Juan Ramos Padilla, que actualmente integra el Tribunal Oral en lo Criminal N°29 de Capital Federal y es hermano de Juan Martín Ramos Padilla, exsecretario de Derechos Humanos de la Provincia de Buenos Aires.

### Formación académica y trayectoria profesional
Ramos Padilla se recibió de abogado el 30 de junio del 2000 en la Universidad de Buenos Aires, se matriculó el 3 de noviembre del mismo año y ejerció independientemente la profesión hasta el 2011.
Tiene varios títulos de posgrado: 
- Especialización en Administración de Justicia con orientación en Derecho Penal por la UBA (2006-2007).
- Maestría en Derechos Fundamentales por la Universidad de Jaén, España y el Consejo General del Poder Judicial de España (2014-2015).
- Doctorado en Derechos Humanos por la Universidad Nacional de Lanús (2018-2023)

En el ejercicio de la docencia, en la Universidad de Buenos Aires, es adjunto interino desde 2008 en la asignatura "Violaciones masivas a los Derechos Humanos en la Argentina y Persecución Penal", desde 2007 en el curso Ciclo Profesional Orientado “Relaciones del Departamento de Derecho Penal II”; además de ayudante por concurso en la materia “Derecho Penal y Procesal Penal”, de la misma casa de estudios.
En la facultad de Ciencias Jurídicas y Sociales de la Universidad Nacional de La Plata dicta la materia "Derecho Constitucional".
Es además docente desde 2012 de la materia Derechos Humanos de la Universidad Atlántida Argentina, y en 2014 ejerció la docencia en la Escuela del Servicio de Justicia en la asignatura “Administración de Justicia y Derechos Humanos”.
Es autor de los libros “Crímenes de Lesa Humanidad en la Argentina” y "De la Cultura de la impunidad a la inexorabilidad del juicio y castigo”, y de los artículos académicos “La acusación en nuestro ordenamiento procesal y el carácter no vinculante del pedido de absolución fiscal” y el derecho a la verdad”, entre otros. 
Participó como disertante en numerosas conferencias en el ámbito nacional e internacional, como las realizadas en las Universidad de Columbia, Universidad de Georgetown o reconocidas ONG como Human Rights Watch, International Center for Transitional Justice  y Human Rights First.
Fue Consejero Directivo de la Facultad de Derecho de la Universidad de Buenos Aires durante los períodos 1998/9 y 2000/2001.
También fue director Ejecutivo de la Fundación Anahí por la Justicia, la identidad y los Derechos Humanos (2000-2011) y Coordinador del Área Investigación y Memoria de la Secretaría de Derechos Humanos de la Provincia de Buenos Aires (2010-2011) y se desempeñó como director general de la Legislatura de la Ciudad Autónoma de Buenos Aires (2001). 
Trabajó en el Poder Judicial desde 1995 hasta el año 2000.

### Labor como abogado
Participó en varias causas penales en las que se investigaron crímenes de lesa humanidad, entre ellos los denominados Juicios por la Verdad, en el primer juicio oral realizado después de la anulación de las leyes de  obediencia debida y punto final, y los procesos seguidos a Miguel Etchecolatz, Christian Von Wernich, Alfredo Saint-Jean, Jorge Rafael Videla, Santiago Riveros, Reynaldo Bignone, Luis Patti, entre otros. Promovió el enjuiciamiento de funcionarios civiles y magistrados que actuaron durante la dictadura. 
Participó en el juicio en el que se determinó la existencia de la práctica sistemática de robo de bebés. Representó a los soldados conscriptos que fueron torturados durante la guerra de las Malvinas y promovió la identificación de las 123 tumbas N.N. que se encuentran en el Cementerio de Darwin.
Asimismo fue abogado de la fundadora y primera presidente de Abuelas de Plaza de Mayo, María Isabel Chorobik de Mariani, a la que conoció cuando él tenía 10 años y considera una influencia clave en su vida, según contó a la salida del velatorio de Mariani.
Fue admirador de Alfredo Bravo, de quien fue su abogado y a quien considera otra referencia en su vida, al tiempo que no oculta su admiración también por el expresidente Raúl Alfonsín.

### Labor como magistrado federal
Dos de sus fallos más conocidos como juez federal de Dolores fueron el que hizo lugar a un amparo colectivo presentado por la Asociación Consumidores Argentinos y ordenó suspender los cortes de gas por falta de pago del servicio en todo el país; y el que declaró inconstitucional el nombramiento por decreto de los jueces de la Corte Suprema de Justicia de la Nación Argentina, Horacio Rosatti y Carlos Rosenkrantz, en diciembre de 2015, obligando al Poder Ejecutivo a enviar los pliegos de los candidatos al Senado de la Nación Argentina para su posterior aprobación.

#### Escándalo D'Alessio
Es un escándalo originado en Argentina que investiga Ramos Padilla, que incluye presuntas extorsiones económicas y judiciales, actividades de espionaje estatal y paraestatal con metodologías también ilegales por parte de agentes y exagentes orgánicos e inorgánicos de agencias nacionales e internacionales de inteligencia. Se inició con la denuncia de un productor agropecuario al supuesto abogado Marcelo D'Alessio y al fiscal Carlos Stornelli por una supuesta extorsión para no ser indagado en una causa judicial.
El 13 de marzo de 2019 fue citado para presentar un informe sobre el  Escándalo D'Alessio por la Comisión de Libertad de Expresión de la Cámara de Diputados de la Nación Argentina.
Sobre las acusaciones de ser un juez militante respondió:

Se me colocó como un juez militante, sobre la base de que, desde soy juez voy a la marcha del 24 de marzo, que es para sostener el estado de derecho. He ido con colegas, jueces con los excombatienes de Malvinas, y eso ser un juez militante por esas ideas no tiene absolutamente nada de malo.
Alejo Ramos Padilla, 14 de febrero de 2019

El gobierno del entonces presidente Mauricio Macri inició en el Consejo de la Magistratura un pedido de remoción de Ramos Padilla alegando que careció de imparcialidad y no observó el deber de objetividad. También citó entre sus argumentos “la actitud confrontativa demostrada contra algunos de los legisladores, también exhibe un accionar incompatible con la prudencia y decoro esperados de un Juez Federal” y lo que calificó como “finalidad política” al solicitar colaboración a la Comisión Provincial por la Memoria.
La Comisión Provincial por la Memoria (CPM), rechazó la decisión del Gobierno nacional de pedir el juicio político al juez federal Alejo Ramos Padilla, y consideró que "deja a toda la ciudadanía en extrema vulnerabilidad". "La actitud del gobierno (...) sólo genera un marco propicio para consagrar la impunidad y que estas prácticas continúen", advirtió el organismo de derechos humanos bonaerense a través de un comunicado, en el que expresó "su preocupación y rechazo" ante la actitud del oficialismo. La CPM consideró necesaria, además, la intervención de "todas las instituciones de la democracia" (de la dirigencia social, sindical y política, los colegios profesionales y la magistratura) para proteger a Ramos Padilla, y reclamó los recursos necesarios para llegar "a la verdad y a la justicia".
A raíz de esta presunta intromisión del entonces presidente en decisiones judiciales, la Fundación por la Paz y el Cambio Climático denunció penalmente ante la Justicia Federal a Mauricio Macri. Anunciaron además que también harán lo mismo con el ministro de Justicia, Germán Garavano y el consejero Juan Bautista Mahiques por el pedido de destitución del juez federal de Dolores.
En diciembre de 2021 La Cámara de Casación ordenó que el caso D'Alessio pase a los tribunales federales de la Capital Federal y deje de tramitar ante la justicia de Dolores.